# تولوس (جبراییل)
تولوس (به لاتین: Tulus) یک منطقه مسکونی در جمهوری آذربایجان است که در شهرستان جبراییل واقع شده‌است.